# Rico Benatelli
Rico Benatelli (Herdecke, 17 marzo 1992) è un calciatore tedesco, centrocampista del Waldhof Mannheim.

## Statistiche

### Presenze e reti nei club
Statistiche aggiornate al 15 ottobre 2019.
| Stagione                    | Squadra                     | Campionato                  | Campionato | Campionato | Coppe nazionali | Coppe nazionali | Coppe nazionali | Coppe continentali | Coppe continentali | Coppe continentali | Altre coppe | Altre coppe | Altre coppe | Totale | Totale | Totale |
| Stagione                    | Squadra                     | Comp                        | Pres       | Reti       | Comp            | Pres            | Reti            | Comp               | Pres               | Reti               | Comp        | Pres        | Reti        | Pres   | Reti   |        |
| --------------------------- | --------------------------- | --------------------------- | ---------- | ---------- | --------------- | --------------- | --------------- | ------------------ | ------------------ | ------------------ | ----------- | ----------- | ----------- | ------ | ------ | ------ |
| 2011-2012                   | Borussia Dortmund II        | RL                          | 27         | 6          | -               | -               | -               | -                  | -                  | -                  | -           | -           | -           | 27     | 6      |        |
| 2012-2013                   | Borussia Dortmund II        | 3.L                         | 36         | 7          | -               | -               | -               | -                  | -                  | -                  | -           | -           | -           | 36     | 7      |        |
| Totale Borussia Dortmund II | Totale Borussia Dortmund II | Totale Borussia Dortmund II | 63         | 13         |                 | -               | -               |                    | -                  | -                  |             | -           | -           | 63     | 13     |        |
| 2013-2014                   | Erzgebirge Aue              | ZL                          | 23         | 3          | CG              | 0               | 0               | -                  | -                  | -                  | -           | -           | -           | 23     | 3      |        |
| 2014-2015                   | Erzgebirge Aue              | ZL                          | 29         | 3          | CG              | 1               | 0               | -                  | -                  | -                  | -           | -           | -           | 30     | 3      |        |
| Totale Erzgebirge Aue       | Totale Erzgebirge Aue       | Totale Erzgebirge Aue       | 52         | 6          |                 | 1               | 0               |                    | -                  | -                  |             | -           | -           | 53     | 6      |        |
| 2015-2016                   | Würzburger Kickers          | 3.L                         | 36+2       | 5+1        | -               | -               | -               | -                  | -                  | -                  | CB          | 3           | 0           | 41     | 6      |        |
| 2016-2017                   | Würzburger Kickers          | ZL                          | 29         | 5          | CG              | 2               | 0               | -                  | -                  | -                  | -           | -           | -           | 31     | 5      |        |
| Totale Würzburger Kickers   | Totale Würzburger Kickers   | Totale Würzburger Kickers   | 65+2       | 10+1       |                 | 2               | 0               |                    | -                  | -                  |             | 3           | 0           | 72     | 11     |        |
| 2017-2018                   | Dinamo Dresda               | ZL                          | 21         | 2          | CG              | 2               | 1               | -                  | -                  | -                  | -           | -           | -           | 23     | 3      |        |
| 2018-2019                   | Dinamo Dresda               | ZL                          | 24         | 1          | CG              | 1               | 0               | -                  | -                  | -                  | -           | -           | -           | 25     | 1      |        |
| Totale Dinamo Dresda        | Totale Dinamo Dresda        | Totale Dinamo Dresda        | 45         | 3          |                 | 3               | 1               |                    |                    |                    |             |             |             | 48     | 4      |        |
| 2019-2020                   | St. Pauli                   | ZL                          | 0          | 0          | CG              | 2               | 0               | -                  | -                  | -                  | -           | -           | -           | 2      | 0      |        |
| Totale carriera             | Totale carriera             | Totale carriera             | 225+2      | 32+1       |                 | 8               | 0               |                    |                    |                    |             | 3           | 0           | 238    | 33     |        |